# کازوما کاماچی
کازوما کاماچی (鎌池和馬 Kamachi Kazuma) تخلص یک نویسندهٔ ژاپنی با بیش از ۵۰ جلد لایت ناول منتشرشده است. او به‌خاطر خلق  یک ایندکس جادویی خاص معروف شد که در سال ۲۰۱۳، بیش از ۱۴ میلیون و ۲۵۰ هزار نسخه در ژاپن فروش رفت و در سال ۲۰۱۴ تحت مجوز ین پرس در آمریکای شمالی قرار گرفت.

## زندگی شخصی
در مورد زندگی شخصی کازوما کاماچی چیز زیادی مشخص نیست، که البته این مورد برای دیگر نویسندگان لایت ناول در ژاپن نیز صادق است. به‌عنوان یک نویسنده، او در نوشتن کتاب‌هایش ثابت‌قدم است و حداقل ۳ کتاب در سال منتشر می‌کند. از دسامبر ۲۰۱۴، او رمان‌هایی با ۴ عنوان متفاوت را ماهانه منتشر کرده بود و در همان زمان بر ۳ عنوان متفاوت مانگا نیز داشت کار می‌کرد.
کازوما میکی، ویراستار مجموعهٔ یک ایندکس جادویی خاص، یک کتاب به‌نام افسانهٔ کاماچی کازوما منتشر کرد که در آن به بحث دربارهٔ شایعات دربارهٔ او می‌پردازد و برخی از شایعات را تأیید و برخی دیگر را رد کرد.

## آثار

### رمان‌ها
| عنوان | سال          | جلد | منابع             |
| --- | ------------ | --- | ----------------- |
| یک ایندکس جادویی خاص とある魔術の禁書目録 A Certain Magical Index Toaru Majustsu no Index | ۲۰۰۴ تا ۲۰۱۰ | ۲۵  |                   |
| جادوگر آخرالزمان アポカリプス・ウィッチ Apocalypse Witch | ۲۰۱۹ تا الان | ۲   |                   |
| شیء سنگین ヘヴィーオブジェクト Heavy Object | ۲۰۰۹ تا الان | ۱۷  |                   |
| عهد جدید: یک ایندکس جادویی خاص 新約 とある魔術の禁書目録 New Testament: A Certain Magical Index Shin'yaku Toaru Majutsu no Index | ۲۰۱۱ تا ۲۰۱۹ | ۲۳  |                   |
| عهد پیدایش: یک ایندکس جادویی خاص 創約 とある魔術の禁書目録 Genesis Testament: A Certain Magical Index Souyaku Toaru Majutsu no Index | ۲۰۲۰ تا الان | ۱   |                   |
| زاشیکی واراشی دهکدهٔ خردمند インテリビレッジの座敷童 (lit. "The Zashiki Warashi of Intellectual Village") Intellectual Village no Zashiki Warashi | ۲۰۱۲ تا ۲۰۱۵ | ۹   | [ ۴ ] [ ۵ ] [ ۶ ] |
| یک بررسی ساده 簡単なアンケートです (lit. "A Simple Survey") Kantan na Enquete desy | ۲۰۱۲         | ۱   | [ ۷ ]             |
| شرایطی که منجر به ازدواج والترائوته-سان می‌شود ヴァルトラウテさんの婚活事情 (lit. "The Circumstances Leading to Waltraute's Marriage") Waltraute-san no konkatsu Jijou | ۲۰۱۲         | ۱   | [ ۸ ]             |
| یک نظارت ساده 簡単なモニターです (lit. "A Simple Monitoring") Kantan na Monitor desu | ۲۰۱۳         | ۱   | [ ۹ ]             |
| احضار ناشناخته: //نشانه خون 未踏召喚://ブラッドサイン The Unexplored Summon://Blood-Sign Mitou Shoukan://Blood Sign | ۲۰۱۴ تا ۲۰۱۹ | ۱۰  |                   |
| یک زاشیکی واراشی سنگین جادویی خاص با یک موقعیت ساده کشندهٔ عروسی پرنسس とある魔術のへヴィーな座敷童が簡単な殺人妃の婚活事情 (lit. "A Certain Magical Heavy Zashiki-Warashi Deals With a Simple Killer Princess' Marriage Circumstances") Toaru Majutsu no Heavy na Zashiki-warashi ga Kantan na Satsujinki no Konkatsu Jijou                                                                                  | ۲۰۱۵         | ۱   | [ ۱۰ ]            |
| ضعف بیتریس سطح کلاه شمشیرزن مقدس که باعث قوی‌ترین شدنش حتی بیشتر از مشکل، شد - اسمش؟ «بوو بوو» 最強をこじらせたレベルカンスト剣聖女ベアトリーチェの弱点 その名は「ぶーぶー」 (lit. "The Weakness of Beatrice the Level Cap Holy Swordswoman That Made Being the Strongest Even More Trouble – His Name? Boo Boo ") Saikyou wo Kojiraseta Level Counter Stop Kenseijo Beatrice no Jakuten Sono Na wa "Buu Buu" | ۲۰۱۶ تا الان | ۷   |                   |

### مانگا
| عنوان                                                                                     | سال          | جلد | منابع  |
| ----------------------------------------------------------------------------------------- | ------------ | --- | ------ |
| یک ریلگان علمی خاص Toaru Kagaku no Rērugan                                                | ۲۰۰۷ تا الان | ۱۵  |        |
| یک ایندکس جادویی خاص Toaru Majutsu no Index                                               | ۲۰۰۷ تا الان | ۲۳  |        |
| شیء سنگین Heavy Object                                                                    | ۲۰۰۹ تا ۲۰۱۱ | ۱   |        |
| شیء سنگین S Heavy Object S                                                                | ۲۰۱۱ تا ۲۰۱۳ | ۳   |        |
| یک ایندکس جادویی خاص: معجزه اندیمیون Toaru Majutsu no Index: Endymion no Kiseki           | ۲۰۱۳         | ۲   |        |
| یک ایندکس-سان روزانه Toaru Nichijou no Index-san                                          | ۲۰۱۳ تا ۲۰۱۶ | ۵   | [ ۱۱ ] |
| یک شتاب‌دهندهٔ علمی خاص Toaru Kagaku no Accelerator                                         | ۲۰۱۳ تا الان | ۱۰  |        |
| شیء سنگین A Heavy Object A                                                                | ۲۰۱۵ تا ۲۰۱۶ | ۳   |        |
| یک بت شتاب‌دهنده-ساما Toaru Idol no Accelerator-sama                                       | ۲۰۱۵ تا ۲۰۱۸ | ۴   |        |
| یک ریلگان علمی خاص داستان فرعی: رفقای آسترال Toaru Kagaku no Railgun Gaiden: Astral Buddy | ۲۰۱۷ تا الان | ۳   |        |

### فیلم
| عنوان | سال  | نقش            | منابع |
| --- | ---- | -------------- | ----- |
| یک ایندکس جادویی خاص: فیلم - معجزه اندیمیون 劇場版 とある魔術の禁書目録 エンデュミ オンの奇蹟 A Certain Magical Index: The Movie – The Miracle of Endymion Gekijōban Toaru Majutsu no Indekkusu: Endyumion no Kiseki | ۲۰۱۳ | نویسندهٔ داستان |       |

### بازی‌های ویدیویی
| عنوان                                                                   | سال  | پلتفرم          | نقش        | منبع   |
| ----------------------------------------------------------------------- | ---- | --------------- | ---------- | ------ |
| یک ایندکس جادویی خاص Toaru Majutsu no Index                             | ۲۰۱۱ | پلی‌استیشن همراه | داستان‌نویس | [ ۱۲ ] |
| یک ریلگان علمی خاص Toaru Kagaku no Rērugan                              | ۲۰۱۱ | پلی‌استیشن همراه | داستان‌نویس | [ ۱۳ ] |
| یک ایندکس جادویی خاص: نبرد تقلا Toaru Majutsu no Index: Struggle Battle | ۲۰۱۲ | اندروید، آی‌اواس | داستان‌نویس | [ ۱۴ ] |

## جوایز
- Kono Light Novel ga Sugoi!
  - ۲۰۰۹ - جایگاه چهارم در بهترین مجموعه رمان، یک ایندکس جادویی خاص
  - ۲۰۱۰ - جایگاه نهم در بهترین مجموعه رمان، یک ایندکس جادویی خاص
  - ۲۰۱۱ - جایگاه اول در بهترین مجموعه رمان، یک ایندکس جادویی خاص
  - ۲۰۱۲ - جایگاه دوم در بهترین مجموعه رمان، یک ایندکس جادویی خاص
  - ۲۰۱۳ - جایگاه دوم در بهترین مجموعه رمان، یک ایندکس جادویی خاص
  - ۲۰۱۴ - جایگاه سوم در بهترین مجموعه رمان، یک ایندکس جادویی خاص
  - ۲۰۱۵ - جایگاه چهارم در بهترین مجموعه رمان، یک ایندکس جادویی خاص
  - ۲۰۱۶ - جایگاه هفتم در بهترین مجموعه رمان، یک ایندکس جادویی خاص
  - ۲۰۱۷ - جایگاه سوم در بهترین مجموعه رمان، یک ایندکس جادویی خاص
  - ۲۰۱۹ - جایگاه نهم در بهترین مجموعه رمان، یک ایندکس جادویی خاص